# NGC 5101
NGC 5101是長蛇座的一個透鏡狀星系。它與螺旋星系NGC 5078相距約0.5度，據信兩者與地球的距離相同，意味著它們相距約80萬光年。科學家認為這兩個星系的大小與銀河系差不多。
科學家曾在NGC 5101中觀測到一顆超新星：SN 1986B（I型，視星等17等），由布魯諾·勒布古特（Bruno Leibundgut）和 L. Cameron於1986年2月13日發現。

## 外部連結
- 维基共享资源上的相關多媒體資源：NGC 5101
- WikiSky上关于NGC 5101的内容：DSS2, SDSS, GALEX, IRAS, 氢α, X射线, 天文照片, 天图, 文章和图片